# Ishura
Ishura (異修羅?) es una serie de novelas ligeras japonesas escritas por Keiso. Se originó en los sitios web de publicación de novelas generadas por usuarios Kakuyomu y Shōsetsuka ni Narō, antes de ser adquirida por ASCII Media Works, que publica la serie con ilustraciones de Kureta desde el 17 de septiembre de 2019 bajo su sello Dengeki no Shin Bungei, y hasta el momento se han lanzado seis volúmenes. Una adaptación a manga con ilustraciones de Meguri comenzó a serializarse en la revista Gekkan Shōnen Magazine de Kōdansha el 5 de marzo de 2021, y hasta el momento sus capítulos se han recopilado en dos volúmenes tankōbon. Una adaptación de la serie al anime de Passione y Sanzigen se estrenó el 3 de enero de 2024.

## Argumento
En un mundo en el que el Rey Demonio ha muerto, una horda de semidioses capaces de acabar con él ha heredado el mundo. Un maestro esgrimista capaz de derribar a sus oponentes con una sola mirada; un lancero tan veloz que puede romper la barrera del sonido; un rudo wyvern que lucha con tres armas legendarias a la vez; un mago todopoderoso que puede dar vida a los pensamientos; un asesino angelical que inflige una muerte instantánea. Ansiosos por alcanzar el título de “Verdadero Héroe”, cada uno de estos campeones persigue desafíos contra enemigos formidables y desata conflictos entre ellos. Comienza la batalla para determinar quién es el más poderoso entre los poderosos.

## Personajes

### Shuras
Soujiro la Espada Sauce (柳の剣のソウジロウ Yanagi no Ken no Sōjirō?)
 Seiyū: Yūki Kaji
Un maestro espadachín todopoderoso de otro mundo. Además de su habilidad con la espada, posee una intuición sobrehumana, lo que le otorga la capacidad de discernir, a través de una sola mirada, la manera perfecta de matar a cualquier enemigo que se le presente.
Alus el Jinete Estelar (星馳せアルス Hoshihase Arusu?)
 Seiyū: Jun Fukuyama
Dakai la Urraca (鵲のダカイ Kasasagi no Dakai?)
 Seiyū: Sōichirō Hoshi
Es un bandido de otro mundo que trabaja para Taren. Es un experto en robar y conquistar laberintos con extrema facilidad gracias a sus reflejos y sentidos incomparables capaces de evadir y detectar cualquier trampa.
Regnejee el Ala del Atardecer (夕暉の翼レグネジィ Sekki no Tsubasa Regunejī?)
 Seiyū: Showtaro Morikubo
Es el líder de los guivernos que están al servicio de Taren actuando como protectores del Nuevo Principado de Lithia.
Kia la Palabra del Mundo (世界詞のキア Sekai Shi no Kia?)
 Seiyū: Aoi Yūki
Es una elfa proviente de una aldea en un bosque que posee la habilidad única de anular todo tipo de magia de artes habladas.
Nihilo la Estampida Vórtice (濫回凌轢ニヒロ Rankai Ryōreki Nihiro?)
 Seiyū: Rie Takahashi
Shalk el Cortador de Sonido (音斬りシャルク Otogiri Sharuku?)
 Seiyū: Kōichi Yamadera
Es un no.muerto mercenario que busca descubrir quién era cuando estaba vivo y la verdad detrás del Héroe y el legítimo Rey Demonio.
Higuare el Pelágico (海たるヒグアレ Umitaru Higuare?)
 Seiyū: Tomokazu Sugita
Kuze el Desastre Pasajero (通り禍のクゼ Tōri-ka no Kuze?)
 Seiyū: Shin'ichirō Miki
Nastique la Cantante Tranquila (静かに歌うナスティーク Shizuka ni Utau Nasutīku?)
 Seiyū: Yui Horie
Linaris la Obsidiana
 Seiyū: Nao Tōyama
Es una vampira y la líder de Ojos de Obsidiana, un gremio de espías que durante la época del legítimo Rey Demonio se dedicaba a espionaje, asesinatos y sabotaje. Busca crear una nueva era de caos para que así el gremio recupere su antigua gloria.
Toroa el Horrible
 Seiyū: Daisuke Ono
Mestelexil la Caja del Conocimiento Desesperado
 Seiyū: Ayumu Murase
Hiroto la Paradoja
 Seiyū: Megumi Ogata

### Aureatia
Aureatia (黄都?) es la nación más grande del país. Está gobernada por 29 funcionarios.
Jelky la Tinta Veloz (速き墨ジェルキ Hayaki Sumi Jeruki?)
 Seiyū: Takehito Koyasu
Harghent el Tranquilo (静寂なるハルゲント Seijaku Naru Harugento?)
 Seiyū: Akio Otsuka
Elea la Etiqueta Roja (赤い紙箋のエレア Akai Shisen no Erea?)
 Seiyū: Mamiko Noto
Hidow la Pinza (鎹のヒドウ Kasugai no Hidō?)
 Seiyū: Nobuhiko Okamoto

### Nuevo Principado de Lithia
Nuevo Principado de Lithia (リチア新公国 Lichia Shinkouku?) es una ciudad-estado que busca la independencia de Taren.
Taren el Castigado (警めのタレン Imashime no Taren?)
 Seiyū: Romi Park
Ex general militar del Reino de Aureatia hasta que desertó y fundó el Nuevo Principado de Lithia. Busca reunir aliados poderosos y unir al mundo bajo su gobierno.
Curte el Cielo Despejado (晴天のカーテ Seiten no Kāte?)
 Seiyū: Sora Amamiya
Es la hija ciega de Taren. Mantiene una estrecha relación con Regnejee quien suele visitarla constantemente a su hogar en donde suele descansar.
Lana la Tempestad Lunar (月嵐のラナ Getsu no Rana?)
 Seiyū: Yumiri Hanamori

### Otros
Yuno la Garra Distante (遠い鉤爪のユノ Tōi Kagizume no Yuno?)
 Seiyū: Reina Ueda
Es una estudiante de la Ciudad Laberinto de Nagan. Pierde a su mejor amiga, Lucellus cuando es atacada por un demonio mecánico que aparece repentinamente desde el Gran Laberinto. Después de ser salvada por Sojiro, ella llega a sentir un profundo resentimiento hacia él por su poder desenfrenado y su apatía hacia las vidas de los demás, y lo lleva a Aureatia con la esperanza de encontrar a alguien que pueda matarlo.
Kūro el Cauteloso (戒心のクウロ Kaishin no Kūro?)
 Seiyū: Mariya Ise
Es un espía de Aureatia que antiguamente formó parte del gremio Ojos de Obsidiana
Cuneigh la Vagabunda (彷いのキュネー Mayoi no Cuneigh?)
 Seiyū: Miku Itō
Mele el Rugido del Horizonte (地平砲メレ Chiheihō Mele?)
 Seiyū: Rikiya Koyama
Kiyazuna el Eje
 Seiyū: Kujira

## Contenido de la obra

### Novela ligera
Ishura es escrito por Keiso. Se originó como una novela web publicada en el sitio web de novelas generadas por usuarios Kakuyomu el 30 de junio de 2017, y luego también en el sitio web de Shōsetsuka ni Narō el 2 de julio de 2017. Más tarde fue adquirida por ASCII Media Works, que publicó la serie bajo su sello Dengeki no Shin Bungei. El primer volumen se lanzó el 17 de septiembre de 2019, y hasta el momento se han lanzado diez volúmenes.
En septiembre de 2021, Yen Press anunció que obtuvo la licencia de la serie para su publicación en inglés.
| Volúmenes de novelas ligeras publicadas | Volúmenes de novelas ligeras publicadas | Volúmenes de novelas ligeras publicadas |
| Número                                  | Fecha de publicación                    | ISBN                                    |
| --------------------------------------- | --------------------------------------- | --------------------------------------- |
| 1                                       | 17 de septiembre de 2019                | ISBN 978-4-04-912564-1                  |
| 2                                       | 17 de marzo de 2020                     | ISBN 978-4-04-912895-6                  |
| 3                                       | 12 de agosto de 2020                    | ISBN 978-4-04-913205-2                  |
| 4                                       | 17 de febrero de 2021                   | ISBN 978-4-04-913532-9                  |
| 5                                       | 17 de septiembre de 2021                | ISBN 978-4-04-913739-2                  |
| 6                                       | 15 de julio de 2022                     | ISBN 978-4-04-914157-3                  |
| 7                                       | 17 de febrero de 2023                   | ISBN 978-4-04-914864-0                  |
| 8                                       | 17 de octubre de 2023                   | ISBN 978-4-04-915172-5                  |
| 9                                       | 16 de febrero de 2024                   | ISBN 978-4-04-915466-5                  |
| 10                                      | 17 de diciembre de 2024                 | ISBN 978-4-04-915829-8                  |

### Manga
Una adaptación a manga, ilustrada por Meguri, comenzó a serializarse en la revista Gekkan Shōnen Magazine de Kōdansha el 5 de marzo de 2021. Kōdansha recopila sus capítulos individuales en volúmenes tankōbon. El primer volumen se publicó el 16 de junio de 2021, y hasta el momento se han lanzado dos volúmenes.
Norma Editorial obtuvo la licencia del manga en España.
| Volúmenes de novelas ligeras publicadas | Volúmenes de novelas ligeras publicadas | Volúmenes de novelas ligeras publicadas |
| Número                                  | Fecha de publicación                    | ISBN                                    |
| --------------------------------------- | --------------------------------------- | --------------------------------------- |
| 1                                       | 16 de julio de 2021                     | ISBN 978-4-06-523797-7                  |
| 2                                       | 16 de diciembre de 2021                 | ISBN 978-4-06-525794-4                  |

### Anime
El 12 de febrero de 2023 se anunció una adaptación de la serie al anime. La serie está producida por Passione y dirigida por Yuki Ogawa, con la dirección principal de Takeo Takahashi, la dirección asistente de Takuya Asaoka, Fujiaki Asari, Takahiro Majima y Hironori Aoyagi, guiones escritos por Kenta Ihara, diseños de personajes a cargo de Yoko Kikuchi y Yuka Takashina, música compuesta por Masahiro Tokuda y animación CG producida por Sanzigen. Se estrenó el 3 de enero de 2024 en Tokyo MX y otras cadenas. El tema de apertura es «Shura ni Otoshite» (修羅に堕として?), interpretado por Sajou no Hana, mientras que el tema de cierre es «Hakka» (白花?), interpretado por Konomi Suzuki. La serie se transmite en Disney+, en Latinoamérica en Star+ y en Estados Unidos en Hulu. El 26 de junio de 2024, la serie se trasladó a Disney+ en Latinoamérica debido a su fusión. La primera temporada consta de 12 episodios.
Tras la emisión del duodécimo episodio, se anunció una segunda temporada. El elenco y el personal regresan en sus respectivos papeles. Se estrenó el 8 de enero de 2025.

## Recepción
Chiriuchi Taniguchi de Real Sound elogió la serie, afirmando específicamente que tiene un gran elenco de personajes y una narración única.
En la guía Kono Light Novel ga Sugoi!, la serie ocupó el primer lugar en tankōbon en 2021 y recibió la mayor cantidad de votos para cualquier serie en la historia de la guía.